# Dünen-Stinkmorchel
Die Dünen-Stinkmorchel (Phallus hadriani) ist eine Pilzart aus der Familie der Stinkmorchelverwandten (Phallaceae).

## Merkmale
Die Dünen-Stinkmorchel bildet jung ein kugel- bis eiförmiges 3–7 cm breites Hexenei, das zunächst im Boden sitzt, beim Wachstum aber herausgehoben wird. An der Luft färbt sich seine Peridie rasch von weiß nach rosa bis lila, wodurch sie sich von der Gemeinen Stinkmorchel unterscheidet, deren Hexenei auch an der Luft weiß bis blass ockerlich bleibt. Das Receptaculum (der Stiel der Fruchtkörper) wird 10–20 cm lang und 2–3 cm breit, es ist weiß und hohl. Am Ende des Receptaculums sitzt ein Hütchen, auf dessen Außenseite sich die dunkelgrüne bis olivfarbene Gleba befindet. Die Scheibe an der Spitze des Hütchens besitzt einen gezähnten Rand. Die Dünen-Stinkmorchel verströmt einen starken Geruch, riecht jedoch, im Gegensatz zur Gemeinen Stinkmorchel nicht nach Aas.

## Ökologie
Die Dünen-Stinkmorchel wächst auf Sandtrockenrasen, in Gebüschen und lichten Kiefernforsten auf kalkhaltigen Flugsanden, wo sie offenbar saprobiontisch lebt. Daneben kann sie unbeständig auf sandigen Böden in Gärten, Feldern und Weinbergen vorkommen. Die Fruchtkörper erscheinen in Mitteleuropa von Juli bis Dezember.

## Verbreitung
Die Dünen-Stinkmorchel kommt von Europa bis Mittelasien und in Nordamerika vor. In Europa reicht ihr Verbreitungsgebiet vom Mittelmeerraum bis Irland, Schottland und Skandinavien, wo sie in Küstendünen wächst. Außerdem kommt sie von Südosteuropa bis Ungarn, Mittelböhmen und zur Oberrheinebene in Sandsteppen der trocken-warmen Gebiete vor. In Deutschland ist die Art selten, in der Schweiz tritt sie nach Breitenbach und Kränzlin nur sporadisch auf und ist hier wohl eingeschleppt. In Australien wurde Phallus hadriani  eingeführt. 

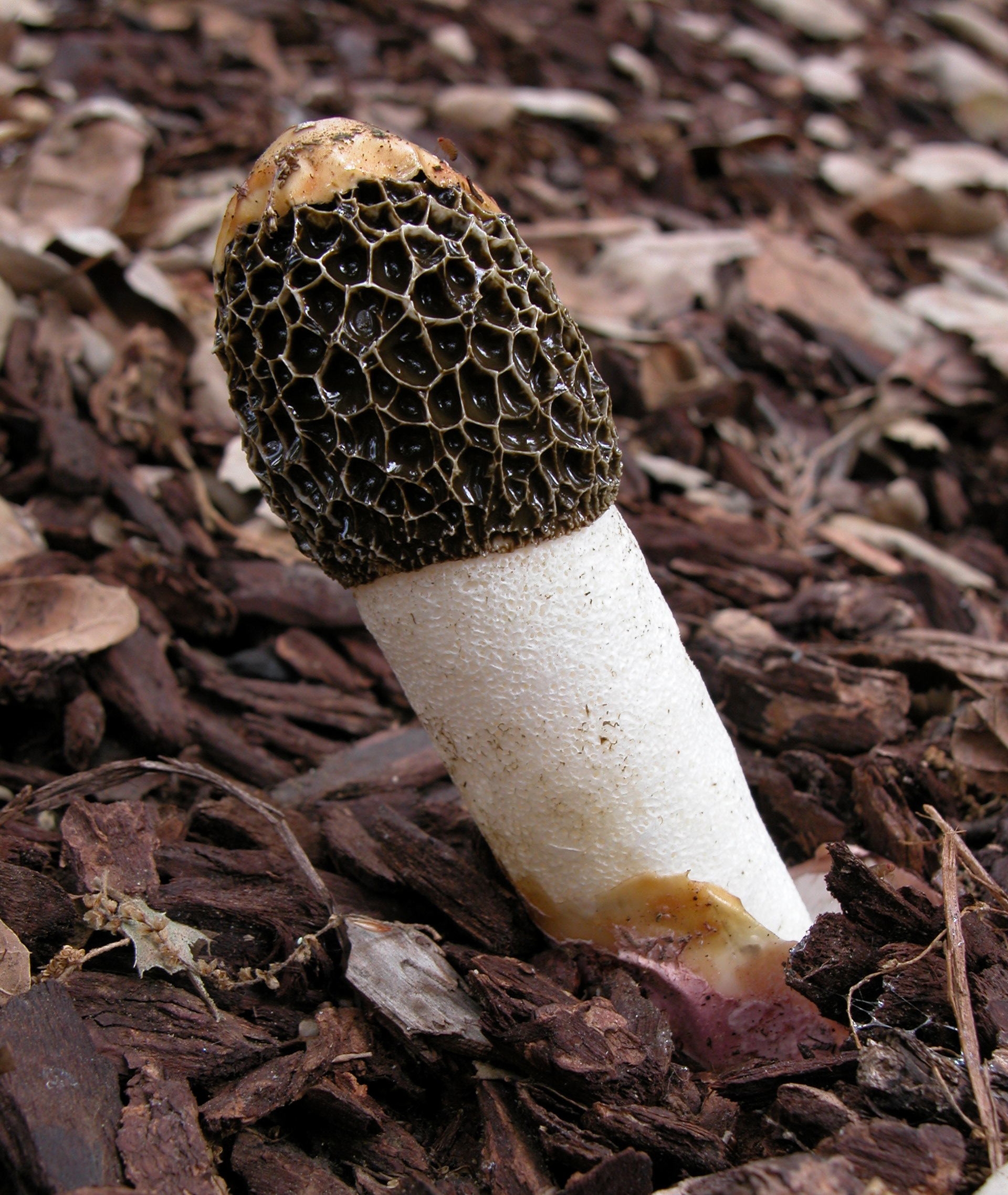
Dünen-Stinkmorchel

## Bedeutung
Die Dünen-Stinkmorchel ist kein Speisepilz. Junge, unreife Fruchtkörper ("Hexenei") sind vermutlich essbar. Jedoch sind sie aufgrund ihrer Seltenheit zu schonen.